# 加加食品
加加食品集团股份有限公司（简称：加加食品；深交所：002650）为一家办公注册于湖南省长沙市的调味品制造业上市股份制公司，主营酱油、食用植物油和其他调味品的研发、生产和销售。

## 历史
1996年成立。2010年，公司销售收入164,634万元，净利润12,987万元；2011年前3个季度公司销售收入137,206万元，净利润7,605万元；公司注册与办公地点位于宁乡县经济开发区车站路。
加加食品由长沙加加食品集团有限公司全体股东作为发起人，整体变更设立的股份公司；注册资本12,000万元。2012年1月6日于深交所上市交易。公司从事农产品初加工服务；酱油（酿造酱油）生产销售；味精生产、销售；谷类及其他作物的种植、豆类和谷物的种植。到2010年12月31日，总资产80,092万元，公司总股本扩展至16,000万股。公司控股机构湖南卓越投资有限公司持股6408.60万股，占总股本的40.05%（2012年1月6日）。